# 현암초등학교
현암초등학교는 대한민국 경기도 용인시 수지구에 있는 공립 초등학교이다.

## 학교 연혁
- 2004. 01. 05 현암 초등학교 설치(경기도조례 제3312호)
- 2004. 12. 27 현암 초등학교 병설유치원 설치(경기도조례 제3373호)
- 2005. 03. 01 초대 이기덕 교장 취임
- 2005. 03. 02 개교 및 시업식(13학급 편성)
- 2005. 03. 07 병설유치원 개원(1학급 편성)
- 2005. 04. 01 제1기 학교운영위원회 구성
- 2005. 04. 11 학내전산망 및 컴퓨터실 준공
- 2005. 04. 21 3학급 증설(16학급편성)
- 2005. 05. 16 학교급식시설 준공 및 학교급식 개시
- 2005. 09. 01 병설유치원 증설(2학급 편성)
- 2006. 02. 10 제1회 졸업식(졸업생 76명)
- 2006. 03. 01 21학급 편성
- 2006. 12. 14 현암 슬기샘 도서관 개관
- 2007. 02. 13 제2회 졸업식(졸업생 82명, 총 158명)
- 2007. 03. 01 시업식(25학급 편성)
- 2007. 04. 18 학교숲 조성
- 2007. 12. 21 어학실 준공
- 2008. 02. 16 제3회 졸업식(졸업생 107명, 총 265명)
- 2008. 03. 01 26학급 편성(입학생 150명, 총 894명)
- 2008. 07. 01 방과후학교 제1보육보금자리교실 준공
- 2008. 08. 26 제2과학실 현대화사업 준공
- 2008. 09. 01 학교 숲 완공(햇살누리쉼터)
- 2009. 01. 05 방과후 영어교실 준공
- 2009. 01. 21 급식실 보수공사
- 2009. 02. 15 음악실 준공
- 2009. 02. 17 제4회 졸업식(졸업생 129명, 총 394명)
- 2009. 03. 01 27학급 편성 (입학생 130명, 총 851명)
- 2009. 06. 05 방과후학교 제2보육보금자리교실 준공
- 2009. 06. 09 보육보금자리환경개선1
- 2009. 08. 19 유치원환경개선1
- 2009. 08. 31 이기덕 교장 퇴임
- 2009. 09. 01 제2대 김완기 교장 취임
- 2010. 02. 07 유치원 환경개선공사2
- 2010. 02. 11 제5회 졸업식(졸업생 110명, 총 504명)
- 2010. 03. 01 28학급 편성(입학생 158명, 총 877명)
- 2010. 03. 01 병설유치원 3학급 편성
- 2010. 07. 26 유치원 접이식 문공사
- 2011. 01. 25 급식실 대리석 트렌치공사
- 2011. 02. 15 제6회 졸업식(졸업생 142명, 총 646명)
- 2011. 02. 28 급식실 시설개선 공사
- 2011. 03. 01 28학급 편성(입학생 158명, 총 864명)
- 2011. 08. 31 운동장 평탄화 공사
- 2012. 02. 10 제7회 졸업식(졸업생 146명, 총 792명)
- 2012. 03. 01 28학급 편성(입학생 135명, 총 837명)
- 2012. 04. 30 유치원 환경 개선 공사 3
- 2012. 12. 27 방수공사 및 외부 도색 공사
- 2013. 02. 08 유치원 졸업식
- 2013. 02. 15 제8회 졸업식(졸업생 154명, 총 946명)
- 2013. 03. 04 입학식(입학생 142명, 총 780명)
- 2013. 03. 05 28학급 편성
- 2013. 03. 06 유치원 입학식
- 2014. 02. 07 유치원 졸업식(졸업생 27명, 총 299명)
- 2014. 02. 14 제9회 졸업식(졸업생 116명, 총 1062명)
- 2014. 03. 03 28학급 편성
- 2014. 03. 03 입학식(입학생 160명, 총 792명)
- 2014. 03. 06 유치원 입학식(입학생 64명)
- 2014. 03. 10 29학급 편성
- 2014. 08. 31 김완기 교장 퇴임
- 2014. 09. 03 제3대 류외순 교장 취임식
- 2015. 02. 10 유치원 수료식 및 졸업식(졸업생 27명, 326명)
- 2015. 02. 13 제10회 졸업식(졸업생 105명, 총 1167명)
- 2015. 03. 02 29학급 편성
- 2015. 03. 02 입학식(입학생 143명, 총 935명)
- 2015. 03. 06 유치원 입학식(입학생 64명)
- 2015. 03. 09 30학급 편성
- 2016. 09.01 조혜숙 교감 양주로 전근(승진)